# Frank Springer (Paläontologe)

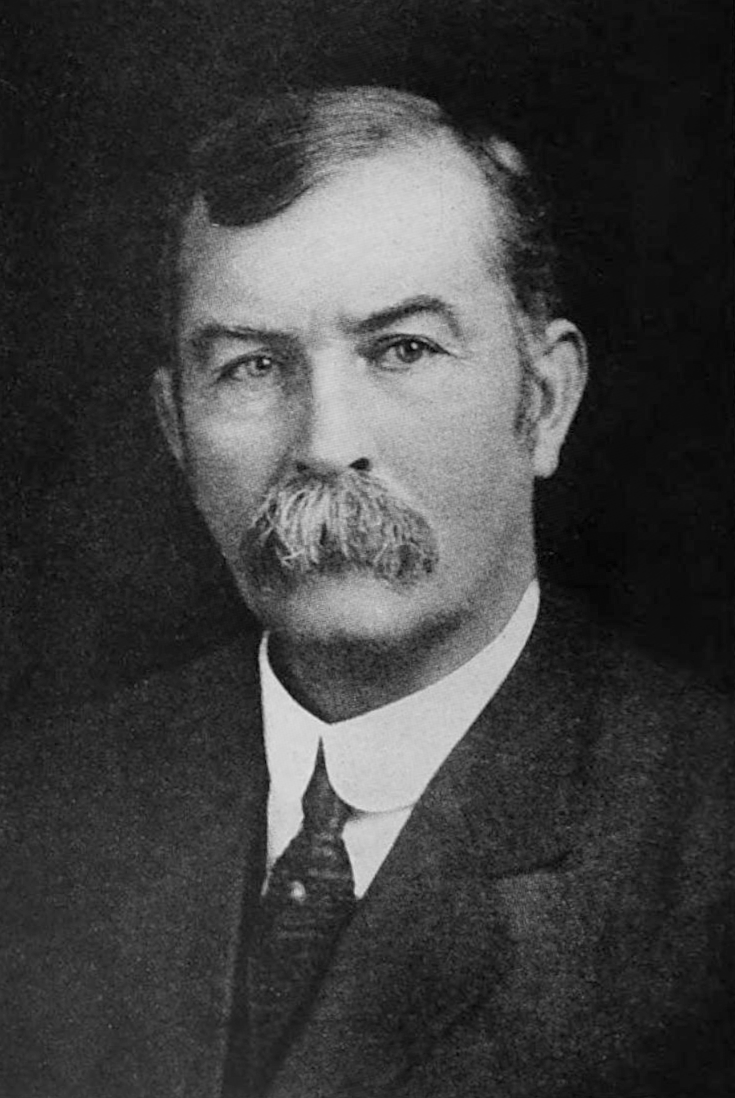

Frank Springer (*  17. Juni 1848 in Wapello, Iowa; † 22. September 1927 in Las Vegas, New Mexico) war ein US-amerikanischer Anwalt und Paläontologe.
Springer, der Jura an der Iowa State University studiert hatte und 1869 in Iowa als Anwalt zugelassen wurde, machte in Burlington die Bekanntschaft von Charles Wachsmuth und kooperierte mit ihm in der Folge in Veröffentlichungen über fossile Seelilien, für die er ein führender Experte wurde. 1873 zog er in das New-Mexico-Territorium, wo er eine der bekanntesten Persönlichkeiten war, der als Anwalt der Maxwell Company (später deren Präsident) den Maxwell Land Grant 1887 erfolgreich vor dem Supreme Court in einem Prozess gegen die US-Regierung verteidigte. Dabei handelte es sich um die Frage der Legitimität des riesigen Landbesitzes von Lucien Maxwell (1818 bis 1875) in New Mexico, dem mit 6900 Quadratkilometern größten privaten Landbesitz in der Geschichte der USA. 1870 verkaufte Maxwell einen Großteil an eine Gesellschaft (Maxwell Company, erst von britischen, dann niederländischen Investoren), was zum Colfax County War führte.
Nachdem er damit ein Vermögen gemacht hatte, zog er sich aus seiner Anwaltstätigkeit zurück und widmete sich der Paläontologie (neben seiner Vieh-Ranch). Er war als Paläontologe mit der Smithsonian Institution assoziiert. Er befasste sich auch mit Archäologie, war Mitglied des Archaeological Institute of America und Patron der School of American Archaeology in Santa Fe.
1890 wurde er Präsident der Anwaltskammer (Bar Association) von New Mexico. Zweimal wurde er in das territoriale Parlament von New Mexico gewählt. Die Stadt Springer im Colfax County ist nach ihm benannt.

## Schriften
- mit Wachsmuth: Revision of Palaeocrinoidea, 3 Teile, Proc. Acad. Nat. Sci. of Philadelphia, 1879 bis 1886
- mit Wachsmuth: The North American Crinoida Camerata, Memoirs of the Museum of Comparative Zoology 1897, Archive
- Uintacrinus, its structure and relations 1901
- Cleiocrinus 1905
- New American Fossil Crinoids 1911
- Scyphocrinus 1917
- Mysticocrinus 1918
- Dolatocrinus 1921
- Crinoids from Northern Canada 1921
- Pentacrinus from East Indies 1918
- The Crinoidea Flexibilia, Smithsonian Institution 1920, Archive
- Balanocrinus from Mexico 1922
- Tertiary Crinoid from West Indies 1924
- The genus Holopus 1924
- Pentacrinus in Alaska 1925
- Apiocrinus in America 1925
- Unusual forms of fossil crinoics 1926